# 里于佩鲁斯
里于佩鲁斯（法語：Riupeyrous，法語發音：[ʁjypeʁus]）是法国大西洋比利牛斯省的一个市镇，属于波城区。

## 地理
里于佩鲁斯（43°24'7"N, 0°13'52"W）面积4.81 平方千米，位于法国新阿基坦大区大西洋比利牛斯省，该省份为法国东南部省份，涵盖了贝阿恩与北巴斯克，西临大西洋比斯開灣，北至朗德省，东北接热尔省，东临上比利牛斯省，南与西班牙接壤。
与里于佩鲁斯接壤的市镇（或旧市镇、城区）包括：巴兰克、埃斯库贝斯、伊盖尔-苏伊、莫纳叙-欧迪拉克、圣洛朗-布列塔尼。

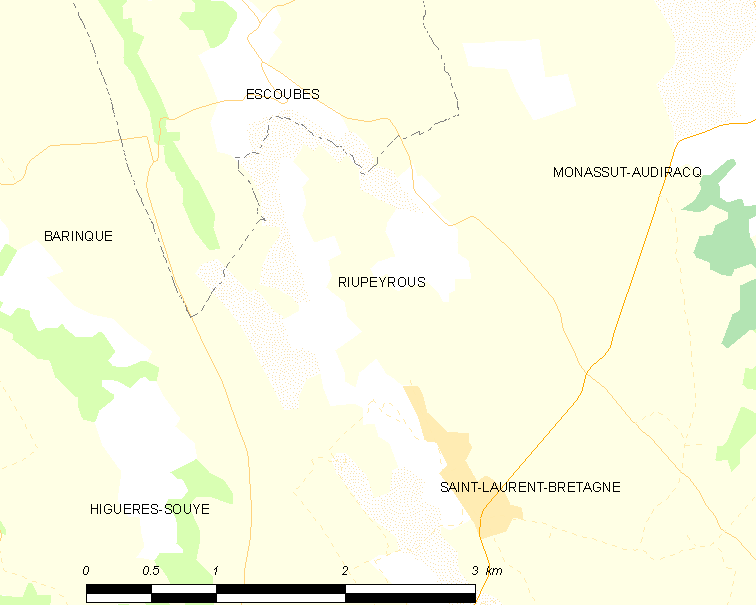
里于佩鲁斯的OSM定位图

里于佩鲁斯的时区为UTC+01:00、UTC+02:00（夏令时）。

## 行政
里于佩鲁斯的邮政编码为64160，INSEE市镇编码为64465。

## 政治
里于佩鲁斯所属的省级选区为莫尔拉斯与蒙塔内雷斯地区县。

## 人口

1962-2008年间里于佩鲁斯人口变化图示

里于佩鲁斯于2022年1月1日时的人口数量为238人。